# 德拉西堡
德拉西堡（法語：Dracy-le-Fort，法語發音：[dʁasi lə fɔʁ]）是法国索恩-卢瓦尔省的一个市镇，属于索恩河畔沙隆区。

## 地理
德拉西堡（46°47'54"N, 4°45'37"E）面积6.36 平方千米，位于法国勃艮第-弗朗什-孔泰大區索恩-卢瓦尔省，该省份为法国中部省份，北起顺时针与科多尔省、汝拉省、安省、罗讷省、卢瓦尔省、阿列省和涅夫勒省接壤。
与德拉西堡接壤的市镇（或旧市镇、城区）包括：梅勒塞、沙特努瓦-勒鲁瓦亚勒、日夫里。

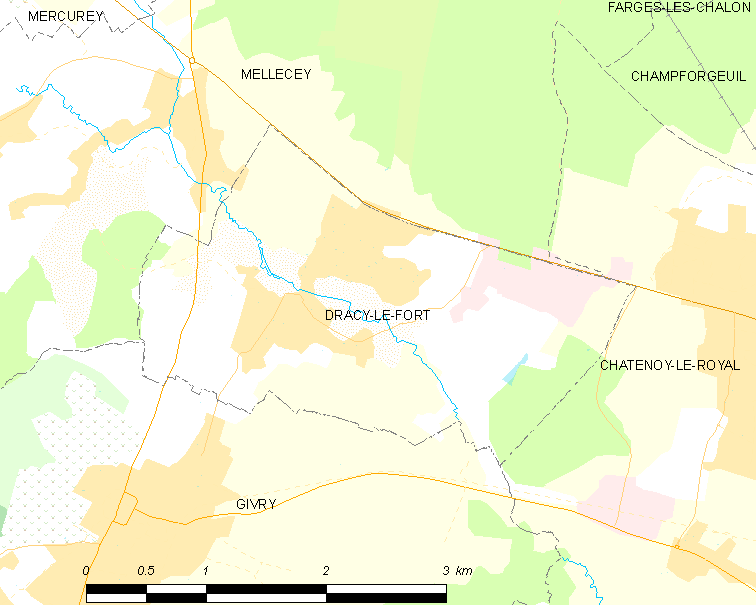
德拉西堡的OSM定位图

德拉西堡的时区为UTC+01:00、UTC+02:00（夏令时）。

## 行政
德拉西堡的邮政编码为71640，INSEE市镇编码为71182。

## 政治
德拉西堡所属的省级选区为日夫里县。

## 人口

1962-2008年间德拉西堡人口变化图示

德拉西堡于2022年1月1日时的人口数量为1471人。